# Dicloreto de metilfosfonotióico
Dicloreto de metilfosfonotióico é um organofosforado formulado em CH3Cl2SP. É um precursor.